# ギルガメッシュ (ファイナルファンタジー)
- - ファイナルファンタジーシリーズ > ギルガメッシュ (ファイナルファンタジー)
  - ファイナルファンタジーシリーズ > 召喚獣 > ギルガメッシュ (ファイナルファンタジー)

ギルガメッシュ（Gilgamesh）は、スクウェア・エニックス（旧スクウェア）のコンピュータゲーム「ファイナルファンタジーシリーズ」に登場する架空のモンスター。『ファイナルファンタジーV』で初登場した。

## 概要
暗黒魔道士のエクスデスの親衛隊長として仕える片手に槍を持つ鎧武者の人間型モンスター。主人公バッツのライバル的存在。敵キャラクターではあるが、義理人情に厚くドジを踏むことも多いどこか憎めないコミカルなキャラクター。
顔には歌舞伎における隈取のような模様がある。強者との戦いに勝利するより強者が持つ名工の武具を奪うことを最上の喜びとする武具コレクターで、様々な武具を身につけている。「ギルガメッシュチェンジ」によって真の姿を現し、阿修羅のように腕の数が8本に増え様々な武器を持った大柄な姿になる。キャラクターデザインは、チェンジ前は天野喜孝、チェンジ後は野村哲也。
武器として「エクスカリパー」（ハに半濁点）という、聖剣エクスカリバーの偽物を所有している（本人はエクスカリバーだと信じている）。また「源氏シリーズ」と呼ばれる、最強クラスの小手・兜・盾・鎧を保持していて、戦闘の際に盗むことができる。
名前の由来は、古代メソポタミアの作品である『ギルガメシュ叙事詩』（相棒のエンキドウも同作品に登場する）。キャラクター設定は、「武器マニアで、勝った相手から武器を奪うことが至上の喜び」「初登場の舞台がビッグブリッジ」である点から、五条大橋の武蔵坊弁慶を連想させる。
その高いファン人気を受けて、『V』だけでなくその他の様々なFF作品にもゲスト出演している（詳しくは後述の#その他の出演作品を参照）。

## 初登場作品『ファイナルファンタジーV』での扱い
異世界に来たばかりの主人公・バッツたちがエクスデス城に捕えられた時、その牢を見張るべくエクスデスの命で呼び付けられた時に初めて登場し（第1戦目）、この時はエクスデスにかなり期待されていた。しかし、バッツを助けるべく単身エクスデス城に乗り込んだガラフに敗れ逃走し任務失敗、ビッグブリッジ（第2戦目）やゼザの船の船上（第3戦目・エンキドゥも出現、ここから源氏の装備を盗める）でもバッツたちと戦うが、いずれも決着は付かなかった。
その後エクスデス城上層階でも戦い（第4戦目）、この辺りからバッツと友情らしきものが芽生え始める。戦いの中、「ギルガメッシュチェンジ」で本気の形態に変身するが、エクスデスがバッツたちへの罠として仕掛けた宝箱に入っていたエクスカリパーをエクスカリバーと間違えて使用してしまい、業を煮やしたエクスデスにより役立たずと見なされ、デジョンで次元の狭間へと送られてしまう。
送り込まれた次元の狭間で、襲い来る次元の狭間の魔物たちと泣きそうになりながらも単身戦い続け生き延び、バッツたちと再会する。永い間独りで戦い続けたため最初はバッツたちを魔物と勘違いして攻撃してくる（第5戦目）が途中でバッツたちだと気付き、帰還方法を聞いた後は、一緒に脱出しようとするが、バッツたちがエクスデスを倒すために次元の狭間に来たため一緒には帰れないことを知り、再会の約束をして独りで先に帰還することを選ぶ。しかし、バッツたちが次元の狭間の深部にいるネクロフォビアと戦っていると元の世界に帰ったはずの彼が現れ（曰く「このまま帰ったんじゃ、格好悪いまま歴史に残っちまうからな!」）、バッツたちそれぞれに言葉を遺した後、ネクロフォビアを道連れにして自爆する（第6戦目）。

### ビッグブリッヂの死闘
ギルガメッシュとの第2戦目の舞台となる「ビッグブリッジ」のBGMである「ビッグブリッヂの死闘」は、『FFV』において彼のテーマソングのような扱いを受けている。この曲自体『ファイナルファンタジーシリーズ』の中でも特に人気が高い。作曲は植松伸夫。
後に『ファイナルファンタジーXII』でバトル時BGMとして崎元仁編曲による「ビッグブリッジの死闘」（シに濁点）が流れた。また、『チョコボと魔法の絵本』では最終ボス戦のBGMとして使われており、『チョコボの不思議なダンジョン 時忘れの迷宮』では対ラファエロ戦のBGMとして使用されている。『チョコボと魔法の絵本　魔女と少女と5人の勇者』では、プルバックデュエルのギルガメッシュ戦BGMとして使用されている。

## その他の出演作品
次元の狭間へ落とされた後、時空の旅人としてその他の様々な『FFシリーズ』に登場し、『FFシリーズ』の名物キャラクターとなっている。
以下は登場順。リメイク作にのみ登場するケースがあるので作品のナンバー順とは必ずしも一致しない。
『ファイナルファンタジーVIII』
あるイベントを発生させることで、以降同作登場のオーディンと同様に戦闘時にランダムに出現するキャラクターとして登場する。「エクスカリパー」の他に「エクスカリバー」「まさむね」「斬鉄剣」を所有し、いずれかをランダムで振るうことで主人公たちの戦闘を助けてくれる。また、初登場イベントの際には対峙するサイファーに対して、『FFV』の主人公バッツを連想させるセリフを発する。左腕は4本とも健在だが、右肩には腕の書き込まれた3本のハリボテを背負っている。右腕はマントに隠されており様子を窺い知ることはできない。
『ファイナルファンタジーIX』
4本腕の男として登場する。ただし、名前が判明するのは終盤になってからで、彼に本名を明かさせるには条件が必要になる。『FFV』に登場した相棒のエンキドウはエンキドゥとして名前のみ登場し、ギルガメッシュを「ギルのあにき」と呼ぶ。別の条件をクリアするとエンキドゥの手紙が読めると同時にエクスカリバー2が手に入る。
『ファイナルファンタジーXI』
ノーグという街で海賊の頭であるNPCとして登場する。『FFV』でのデザインとは大きく異なり、隻眼の壮年男性の姿をしている普通の人間。
『ファイナルファンタジー』
1作目（『FFI』）と『FFII』をリメイクし一つのソフトに同梱した『ファイナルファンタジーI・IIアドバンス』の『FFI』の部分、およびそれを再リメイクしたPlayStation Portable版の隠しダンジョンのボスとして登場する。伝説の武器を求めている。『FFV』のチェンジ前と同じ容姿をしている。行動パターンは『FFV』のビッグブリッジ戦に近いがエクスカリパーを使用する。セリフも『FFV』を連想させる。
『ファイナルファンタジーXII』
初期『ドラゴンクエストシリーズ』に登場する王者の剣（後のロトの剣）や歴代の『ファイナルファンタジーシリーズ』に登場した「ガンブレード」や「フラタニティ」などを所持するが、どの剣もどこか本物と違うところがある偽物。自称「イヴァリース一の強者」。必殺技として「究極幻想」（英語にするとファイナルファンタジーになる）を使用する。腕の数は6本となっている。
相棒としてエンキドウも現れるが、姿は『FFV』のような鳥のような姿をした人型モンスターではなく犬のような姿で、名前もエンキドウではなくエンキドゥとなっている。
『ファイナルファンタジーVI』
リメイク版『ファイナルファンタジーVI アドバンス』、およびそれを再リメイクしたAndroid/iOS版に幻獣として登場する。エクスカリパーを求めてコロシアムに現れ、戦闘に勝利すると魔石となる。容姿は『FFV』のチェンジ前だが描き直されている。戦闘中は『FFV』のようにプロテス、シェル、ヘイストの同時がけやジャンプ、青魔法を使い、さらに強力かつ貴重な武器を投げてくる。幻獣としては『FFVIII』のようにランダムで「エクスカリパー」「エクスカリバー」「まさむね」、さらに最強技の「最終幻想」のいずれかを繰り出す。「最終幻想」では相棒のエンキドウが『FFV』での姿で出現する。魔石の説明では「伝説の剣豪」とされている。
『ファイナルファンタジーXII レヴァナント・ウイング』
『ファイナルファンタジーXII』の続編。ミッションで登場。
『チョコボと魔法の絵本 魔女と少女と五人の勇者』
アルヴァニカ第1巻に登場。バルナド王国に仕える策士。
『ディシディア ファイナルファンタジー』
天野絵を起用した召喚獣、『FFV』グラフィックのプレイヤーアイコンで登場。
『ファイナルファンタジーIV THE AFTER 月の帰還』
終章（真月編）に登場するが特別に追加されたセリフはない。戦闘グラフィックは変身前である。倒すとエクスカリパーを落とす。スマートフォン版では登場しない。
『ディシディア デュオデシム ファイナルファンタジー』
プレイヤーキャラクターとして登場。バッツとの再戦を求めて次元の狭間を彷徨う内に『ディシディア』の世界に辿り着く。他のキャラクターとは『ディシディア』の世界にいる経緯が全く異なり、元の世界の記憶は全く失っていない。しかし、肝心のバッツには元の世界の記憶がなく、ギルガメッシュのことも忘れていた。EXモード時にはチェンジ後の姿になり、アナザーフォームは『FFVIII』登場時のもの。
『ファイナルファンタジー零式』
フルネームは「ギルガメッシュ・アッシュル」といい、ロリカ同盟の国主のルシだったが、玄武クリスタルを奪われた影響で自分に与えられた使命と過去の記憶を失念しており、衝動的に相手の武器を求めて戦いを挑み続けている。本編だけでなくクリア後にも戦うことができ、倒すと最強の武器が手に入る。相棒のエンキドゥも鎧を着た人間の姿で登場。
『ファイナルファンタジーXIII-2』
ダウンロードコンテンツのコロシアムボスとして登場。その強さはラストボスを凌ぎ『FFXIII-2』で最強クラスである。他のコロシアムボス同様、バトルに勝利すると確率で仲間にすることができる。
『ファイナルファンタジー エクスプローラーズ』
ダウンロードコンテンツのクエストボスとして登場。武器を切り替えながら戦う。彼が落とす素材から源氏シリーズの装備品を生産できる。
『ファイナルファンタジーXIV』
Ver2.2より、クエストボスとして登場。エオルゼアの武器を求めてさすらっていたところで遭遇し、戦闘となる。エンキドゥも登場するが、緑色のニワトリになっている。戦闘BGMはアレンジされた「ビッグブリッヂの死闘」。サブストーリーでは、しばらくの間プレイヤーたちと一緒に冒険をする。
『ワールド オブ ファイナルファンタジー』
エンキドゥと共にバッツを追いかけ回しているが、追いかける理由は本人にも分かっていない。ミラージュとして仲間にすることができる。
『ファイナルファンタジーXV』
ダウンロードコンテンツ『エピソード グラディオラス』のクエストボスとして登場。「剣聖」の異名をとる、初代王の盾。挑む者に対して試練を与えるが、コル将軍を除き、生きて帰った者はいない。モーションは小川輝晃が担当している。
『チョコボGP』
レーサーの一人として登場。
『ストレンジャー オブ パラダイス ファイナルファンタジー オリジン』
DLC「次元の迷い人ギルガメッシュ」に登場。ルフェイン人によって召喚され、ジャックたちと戦い、その実力を認め協力する。
『ファイナルファンタジーVII リバース』
隔絶された世界（彼は「ギルガメッシュアイランド」と呼称）に飛ばされた際に源氏の盾以外の源氏の防具一式（クラウドたちの世界では「エンシェントマター」と呼ばれる）を失い、それによって記憶が欠落してしまうが、クラウドたちがエンシェントマターを回収したことで記憶を取り戻した後、クラウドを強者と判断しバスターソードを奪うべく戦いを挑んでくる。

### FFシリーズ外の作品
『いただきストリート ドラゴンクエスト&ファイナルファンタジー 30th ANNIVERSARY』
プレイアブルキャラクターとして登場。
『モンスターストライク』
2017年に行われたFFコラボで降臨モンスターとして登場。エクスカリパー（まれにエクスカリバー）を使用する。

## 担当声優
下記の例外を除き、担当声優は全て中井和哉で統一されている。
- 郷里大輔 - XII
- 北沢力 - XIV、チョコボGP
- 井上和彦 - XV
- てらそままさき - 幻影戦争
- 真殿光昭 - チョコボと魔法の絵本